# 十勝東和站

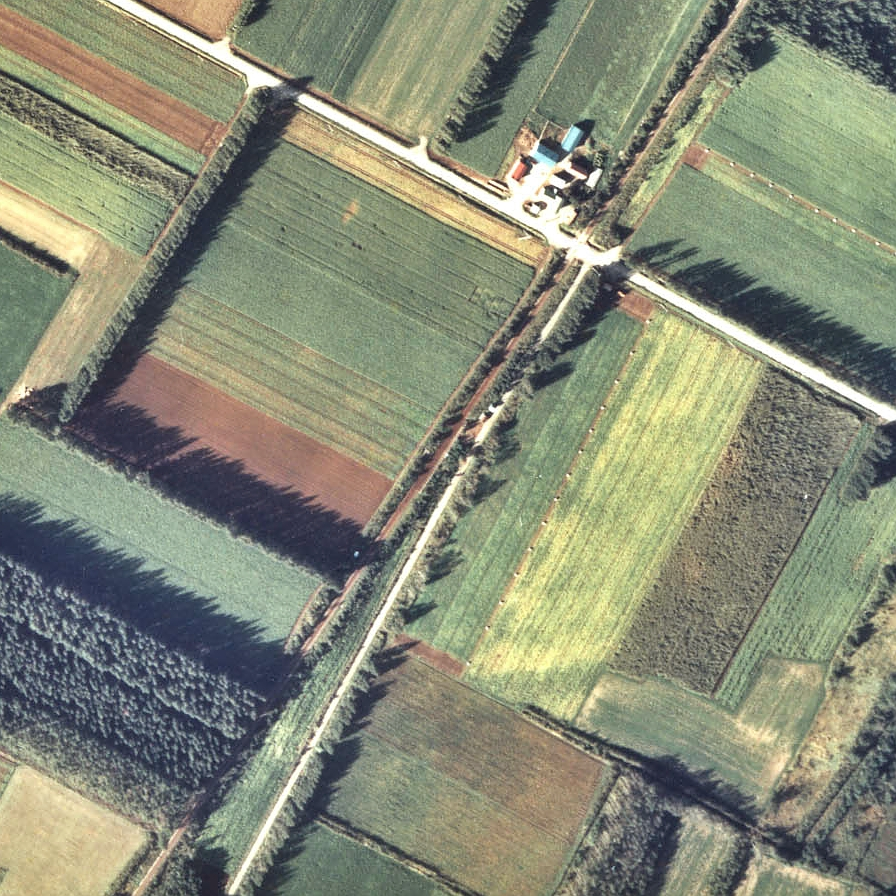
1977年的十勝東和站與方圓約500米範圍。下方為廣尾方向。

十勝東和站（日语：／ Tokachi-Tōwa eki */?）是位於北海道廣尾郡大樹町字大樹，日本國有鐵道（國鐵）的廣尾線車站（廢站）。隨著廣尾線全線廢線，車站在1987年（昭和62年）2月2日廢除。

## 歷史
- 1960年（昭和35年）4月15日 - 國有鐵道廣尾線開設此站[2]。當時為旅客車站[1]。
- 1987年（昭和62年）2月2日 - 廣尾線全線廢除，此站也廢除[1]。

### 站名的由來
車站名稱取自所在地名。並冠以舊國名「十勝」。
但是村落名稱的由來不明。

## 車站構造
截至車站廢除前，此站是地面車站，設有1面1線的單式月台。月台位於路軌東南方（廣尾方向的列車會開啟左邊車門）。此站沒有轉轍器。
在車站啟用時已經是無人車站。站內沒有車站大樓和候車室。但是實際上設有一座木製候車室，候車室外標記了「十勝東和列車候車室」。

## 使用狀況
在1981年度（昭和56年度），1日平均上下車人次為4人。

## 車站周邊
- 帶廣廣尾自動車道忠類大樹交匯處（日语：忠類大樹インターチェンジ）
- 國道236號（廣尾國道）[3]
- 十勝巴士（日语：十勝バス）「大樹北3線」巴士站

## 現況
車站遺址已經沒有任何痕蹟，遺址變成農田。

## 相鄰車站
日本國有鐵道
廣尾線
忠類－十勝東和－大樹

## 注腳